# Adam McGeorge
Adam McGeorge (ur. 3 marca 1989 w Rotorui) – nowozelandzki piłkarz występujący na pozycji pomocnika. Zawodnik klubu Auckland City.

## Kariera klubowa
McGeorge karierę rozpoczynał w 2008 roku w zespole Auckland City z ASB Premiership. W 2009 roku zdobył z nim mistrzostwo tych rozgrywek. W tym samym roku, w 2011, a także w 2012 roku wygrał z zespołem również Klubowe mistrzostwa Oceanii.

## Kariera reprezentacyjna
W reprezentacji Nowej Zelandii McGeorge zadebiutował 27 maja 2012 roku w wygranym 1:0 towarzyskim pojedynku z Hondurasem. W tym samym roku został powołany do kadry na Puchar Narodów Oceanii. Zagrał jednak na nim tylko w meczu fazy grupowej z Wyspami Salomona. Tamten turniej Nowa Zelandia zakończyła na 3. miejscu.
McGeorge znalazł się w zespole Nowej Zelandii U-23 na Letnie Igrzyska Olimpijskie 2012.